# Electrophaes westi
Electrophaes westi là một loài bướm đêm trong họ Geometridae.